# Heaven (banda rumana)
Heaven es un grupo musical femenino de Rumania compuesto por las hermanas Adina y Roxana Postelnicu junto a Aliana Roșca. El grupo fue formado en 2005 en Vaslui y originalmente contaba con las hermanas Postelnicu y Roxana Spoială. Tras cierto éxito local, el trío lanzó su sencillo "Pentru totdeauna", que se convirtió en un éxito en las listas musicales rumanas. El álbum debut de Heaven, O Parte Din Rai, fue lanzado en 2006 mediante Cat Music.
En 2008 Roxana Spoială dejó la banda y en su lugar entró Aliana Roșca, quien comenzó a trabajar en el segundo álbum del trío, So Lonely, lanzado en noviembre de 2010.

## Discografía

### Álbumes de estudio
- O Parte Din Rai (2006)
- So Lonely (2011)

### Sencillos
- “Pentru totdeauna” (2005)
- “Du-mă pe o stea” (2005)
- “O Parte Din Rai” (2006)
- “Let's Just Dance” feat. No Mercy (2007)
- “Kiss Me” (2008)
- “So Lonely” (2009)
- “Sexy Girl” feat. Glance (2010)
- “Dynamite” (2011)
- “Party” feat. Nonis (2011)
- “Sunshine” (2012)
- "Invelente - ma cu tine" (2012)
- "Viata - i frumoasa" (2013)
- "Good times" feat. Glance (2013)
- "Isteria" feat. Glance (2013)

## Premios
| Año  | Premio                | Categoría                                               | Trabajo nominado   | Resultado | Notas |
| ---- | --------------------- | ------------------------------------------------------- | ------------------ | --------- | ----- |
| 2006 | Romanian Music Awards | Mejor aparición                                         | “Pentru totdeauna” | Ganador   | [ 3 ] |
| 2007 | Romanian Top Hits     | Mayor éxito femenino                                    | “O Parte Din Rai”  | Nominado  | [ 4 ] |
| 2007 | Romanian Top Hits     | Grupo favorito (votado por la diáspora rumana en Turín) | —                  | Ganador   | [ 5 ] |
| 2007 | Romanian Music Awards | Mejor sitio web                                         | trupaheaven.com    | Ganador   | [ 6 ] |